# 藤原教通
藤原 教通（ふじわら の のりみち）は、平安時代中期から後期にかけての公卿。藤原北家、摂政太政大臣・藤原道長の五男。官位は従一位・関白、太政大臣、贈正一位。

## 経歴
藤原道長の五男であったが、同母兄・頼通と同じく嫡子として扱われ、寛弘3年（1006年）元服して正五位下に直叙され、侍従に任ぜられる。兵衛佐・近衛少将/中将を経て、寛弘7年（1010年）従三位に叙せられ、ここでも頼通と同様に弱冠15歳で公卿に列した。
寛弘8年（1011年）正三位、長和2年（1013年）には庶兄・頼宗を越えて参議を経ずに従二位・権中納言に叙任された。同年検非違使別当を兼ねるが、当時、検非違使庁の看督長や放免が練り歩き、通行人の女性の市女笠を引き裂くなどの乱暴を繰り返していた。長和3年（1014年）4月に岳父である藤原公任はこのような現状を憂い、教通に忠告していたが、全く聞き入れられることはなかった。この有様に、藤原行成は藤原実資に対して、教通が若い上に無能であると嘆いている。なお、同年11月に教通は別当を辞任した。しかし、長和4年（1015年）正二位、寛仁3年（1019年）正官の中納言であった行成、藤原隆家を越えて権大納言に叙任されるなど、若年にして急速な昇進を果たす。寛仁3年には父の道長から内大臣就任についての打診を受けたが、教通はまず実資が昇進してから自らも同時に大臣に任ぜられ、実資の輔導を得て大臣の勤めを果たしたいと述べたという。
寛仁5年（1021年）左大臣・藤原顕光が没して大臣の座が2つ空き、筆頭大納言の藤原実資が右大臣に昇任したと同時に、教通は寛弘の四納言として知られ長く朝廷で活躍していた大納言・藤原斉信と権大納言で岳父の公任を越えて26歳で内大臣に昇任する。道長の生存中は頼通との関係は良好であり、治安2年（1022年）頃には実子信家を頼通の養子としている。しかし教通は自らの長女・生子の入内を考えており、万寿4年（1027年）には、一族の合議で道長の孫娘禎子内親王を東宮敦良親王（後朱雀天皇）の妃とすることが決定されたが、教通は不服であり「嘆息」したという。
長元3年（1030年）には後一条天皇に対して生子の入内打診を奏上し、天皇も受諾の意向を見せる。しかし、同母妹で後一条天皇の中宮であった藤原威子が里下りして身を隠そうとする行為に出たことに加え、母・源倫子による直接の諫めや、兄・頼通の反対意向もあって、入内は断念せざるを得なかった。これ以降頼通との関係は悪化し、次第に対立していくようになった。
後朱雀天皇が即位すると、長暦3年（1039年）8月に頼通の養女で後朱雀天皇の中宮であった藤原嫄子が死去し、後宮は皇后・禎子内親王（三条天皇皇女）ただ一人の状況となる。ここで、教通は既に26歳になっていた生子入内の最後の機会と捉えたらしく、頼通の強い反対と妨害を押し切って暮れも押し迫った12月に入内を強行した。入内に際しては、頼通が最後まで反対して輦車を貸与せず、教通は自前で輦車を新しく作って準備せざるを得なかった。さらに頼通への遠慮から入内に随行した殿上人は僅か5名（藤原経通、藤原定頼、藤原信長、藤原経家、藤原顕家）という有様であった。後朱雀天皇と生子の仲は睦まじかったが、皇子女を儲けることはできなかった。また、天皇は生子を立后しようとしたが、頼通が摂関の娘でなく皇子を生んでもいないことを理由に反対したため、これも実現できなかった。
次代の後冷泉天皇に対しては、頼通に先んじて永承2年（1047年）に三女・歓子を入内させる。歓子は永承4年（1049年）に待望の皇子を出産するものの皇子は即日没し、永承6年（1051年）ごろからは兄・静円の僧坊がある洛北の小野に籠居してしまい、皇子女に恵まれなかった。
関白職を獲得するまでの教通の忍従、特に頼通に対して従順であることは、ほとんど卑屈の域に達したと評されることもある。頼通が太政大臣に昇進したことの祝賀に際して、左大臣教通は頼通にひざまずいて礼をしたという。これを聞きつけた異母兄・能信が「大臣ともあろう者がひざまずいて礼をするなど聞いたこともない」と批判した。これに対し教通は「自分は道長から『頼通を父と思え』と言われたのだ。父に対する礼儀としてひざまずいて礼をするのは当たり前のことだ。能信は道長からそんなことを言われたことはないだろう」と、死ぬまで権大納言どまりで関白など望むべくもなかった能信を逆に皮肉ったという。

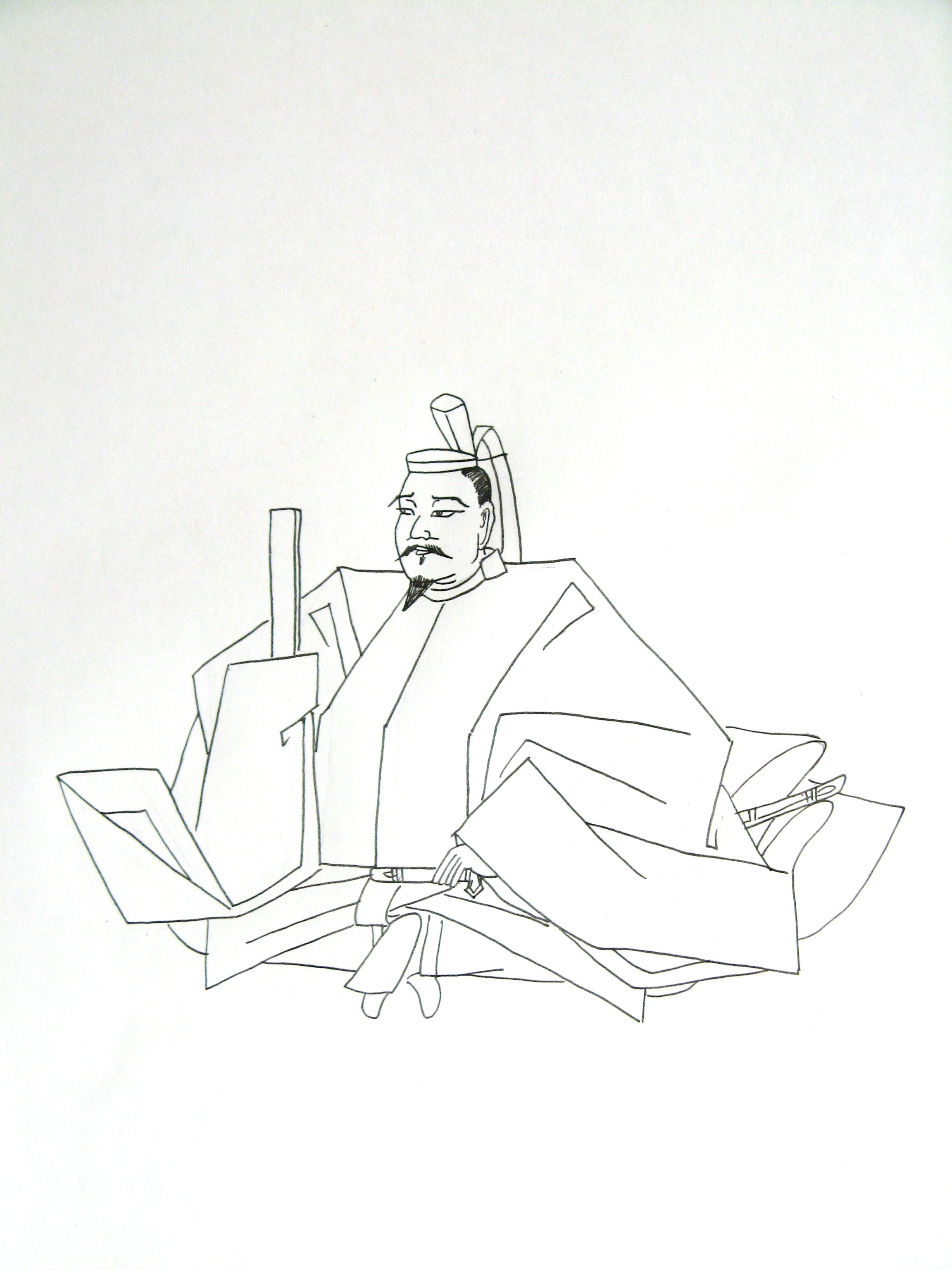
藤原教通肖像

康平7年（1064年）に頼通から藤氏長者を譲られる。治暦3年（1067年）12月には頼通が関白を辞任。頼通は実子の右大臣・師実に関白職を譲ろうとしたらしいが、姉の上東門院（藤原彰子）が道長の遺言を理由にこれを許さず、しばらく関白職が空席となる。翌治暦4年（1068年）4月には後冷泉天皇が重態となり、摂関家と関係が疎遠な後三条天皇の即位が確実となる状況下で、やむなく頼通は教通への関白職譲渡に同意し、4月16日に教通が関白に任ぜられる。この関白任命は後冷泉天皇在位中であるが、任命から3日後には後冷泉天皇が薨去して後三条天皇が践祚しているため、教通の関白任命は新帝（後三条天皇）即位に対応した人事である。なお、教通は三条天皇の娘・禔子内親王を後室とし、さらに息子・信家の室に三条天皇の孫でその養女となった儇子内親王（実父は小一条院）を迎えていることなどにより、もともと三条天皇系の陽明門院・後三条天皇母子と教通の関係は、頼通との関係ほど疎遠ではなかったとの説もある。また、後冷泉天皇の意向により、教通の関白就任の翌日17日に歓子が皇后に冊立されている。
承保2年（1075年）9月25日薨去。享年80。
教通の死後、子・信長は従弟・師実との政争において朝議を混乱させた結果、太政大臣に祭り上げられて実権を失い、失意のうちに没する。その子孫は公卿への昇進もかなわずに教通流は衰微した。

## 人物
後三条天皇は藤原氏との関係が疎遠であったために教通の時代に藤原摂関家が衰退したとされているが、教通が兄・頼通との約束に反して子・信長への関白譲位を図った事から兄弟の不仲が深刻となり、頼通の影響力を抑制したい後三条天皇と教通の思惑が合致したことによって両者は接近する。『栄花物語』には後三条天皇が自己の主張を貫きつつも教通との関係を重視したことが記されている。そのため、頼通の財政的な基盤を切り崩すために後三条天皇が行った延久の荘園整理令の施行を事実上容認したとも言われている。
教通の日記は『二東記』と呼ばれるが、散逸し一部のみが伝わっている。また、舞を尾張兼時に師事していたという。

## 官歴
※日付＝旧暦
- 寛弘3年（1006年） 12月5日：元服、正五位下、昇殿。12月16日：侍従、禁色
- 寛弘4年（1007年） 1月28日：右兵衛佐。11月2日：右近衛少将
- 寛弘5年（1008年） 1月7日：従四位下。1月28日：右近衛中将、兼近江介。10月16日：従四位上
- 寛弘6年（1009年） 3月20日：左近衛中将、近江介如元
- 寛弘7年（1010年） 11月28日：従三位、左近衛中将如元。
- 寛弘8年（1011年） 8月11日：正三位。12月18日：兼中宮権大夫（中宮・藤原彰子）
- 寛弘9年（1012年） 1月27日：兼近江権守。2月14日：兼皇太后宮権大夫（皇太后・藤原彰子）
- 長和2年（1013年） 6月23日：権中納言、兼左衛門督、皇太后宮権大夫如元。9月16日：従二位。12月19日：兼検非違使別当
- 長和3年（1014年） 11月：去検非違使別当
- 長和4年（1015年） 10月21日：正二位
- 長和6年[注釈 2]（1017年） 4月3日：兼左近衛大将。8月9日：兼春宮大夫（皇太子：敦良親王）、止皇太后宮権大夫
- 寛仁3年（1019年） 12月21日：権大納言、左近衛大将・春宮大夫如元。
- 寛仁5年（1021年） 7月25日：内大臣、左近衛大将如元。
- 長元10年（1037年） 8月17日：兼東宮傅（皇太子・親仁親王）
- 寛徳2年（1045年） 1月16日：辞東宮傅
- 寛徳3年（1046年） 11月25日：兼東宮傅（皇太子・尊仁親王）
- 永承2年（1047年） 8月1日：右大臣。8月9日：左近衛大将・東宮傅如元。
- 天喜5年（1057年） 1月7日：従一位
- 康平3年（1060年） 7月17日：左大臣、左近衛大将・東宮傅如元。
- 康平5年（1062年） 4月11日：辞左近衛大将
- 康平7年（1064年） 12月13日：藤原氏長者宣下
- 治暦4年（1068年） 4月16日：関白宣下。東宮傅・左大臣如元。　4月19日：止東宮傅
- 治暦5年（1069年） 8月13日：辞左大臣
- 延久2年（1070年） 3月23日：太政大臣宣下。関白・藤原氏長者如元。
- 延久3年（1071年） 8月10日：辞太政大臣
- 承保2年（1075年） 9月25日：薨去。10月6日：贈正一位

## 系譜
- 父：藤原道長
- 母：源倫子 - 源雅信娘
- 正室：藤原公任女（1000-1024）
  - 長女：藤原生子（1014-1068） - 後朱雀天皇女御
  - 次女：藤原真子（1016-1087）- 尚侍
  - 長男：藤原信家（1018-1061）
  - 次男：藤原通基（1021-1041）
  - 三女：藤原歓子（1021-1102） - 後冷泉天皇皇后
  - 三男：藤原信長（1022-1094）
  - 四男：静覚（1024-1083）
- 継室：禔子内親王（1003-1048）（三条天皇第二皇女）
- 継々室：嫥子女王（1005-1081?）（具平親王三女、伊勢斎宮）
- 小式部内侍（999?-1025）（橘道貞女・母は和泉式部）
  - 庶子：静円（1016-1074）
  - 庶子：光円法師母（?-?）- 藤原経家室

## 関連作品
テレビドラマ
- 『炎立つ』（NHK大河ドラマ、1993 - 1994年）演：藤木孝
- 『光る君へ』（NHK大河ドラマ、2024年）演：吉田隼→姫小松柾